# 金鐘獎節目類聲音設計獎
金鐘獎節目類聲音設計獎是由文化部影視及流行音樂產業局在臺灣舉辦的現行頒發獎項，1980年第15屆金鐘獎設立音效獎，2020年第55屆金鐘獎更名聲音設計獎，2022年第57屆起，聲音設計獎分細分設為戲劇類節目聲音設計獎及一般節目類聲音設計獎，2023年第58屆更名為節目類聲音設計獎。

## 歷屆得獎暨入圍名單
|  | 獲獎者 |

### 音效獎（第15屆～第24屆）
| 年度 （屆數）     | 電視作品                                                                 |
| ----------------- | ------------------------------------------------------------------------ |
| 1980 （第15屆）   | 從缺                                                                     |
| 1981 （第16屆）   | 完長元／《華視劇展》華視                                                 |
| 1981 （第16屆）   | 李義雄／《秋水長天》                                                     |
| 1981 （第16屆）   | 唐林                                                                     |
| 1981 （第16屆）   | 陳能樹／《卿需憐我我憐卿》                                               |
| 1982 （第17屆）   | 李國寶、李澤民／《大漢天威》中視                                         |
| 1983 （第18屆）   | 李澤民／《天涯赤子情》中視                                               |
| 1984 （第19屆）） | 林政雄／《煙雨江南》華視                                                 |
| 1984 （第19屆）） | 李澤民／《大地兒女》                                                     |
| 1985 （第20屆）   | 李國寶(李林)／《一剪梅》中視                                             |
| 1985 （第20屆）   | 完長元／《河山春曉》                                                     |
| 1985 （第20屆）   | 李義雄／《秋潮向晚天》                                                   |
| 1986 （第21屆）   | 宋文勝／《青山春曉「雅美之歌」》鼎堅公司                                 |
| 1986 （第21屆）   | 李澤民／《國語連續劇－一代女皇》                                         |
| 1986 （第21屆）   | 張開平／《國語連續劇集－當時明月在》                                     |
| 1987 （第22屆）   | 宋文勝／《青山春曉之〈古蹟聖石－孤巴察爾〉》鼎堅傳播公司                 |
| 1987 （第22屆）   | 洪傳鼎／《秋海棠》                                                       |
| 1987 （第22屆）   | 唐榮村／《揚子江風雲》                                                   |
| 1987 （第22屆）   | 張開平／《都是老爸惹的禍》                                               |
| 1988 （第23屆）   | 李國寶(李林)／《黃金劇場「人間有情系列」－不能說出你的名字》中國電視公司 |
| 1988 （第23屆）   | 完長元／《華視劇展－陽光每天都來過》                                     |
| 1988 （第23屆）   | 李義雄／《台視劇場－母親》                                               |
| 1989 （第24屆）   | 何孟芳、同以文／《高山之旅》公視製播組                                   |
| 1989 （第24屆）   | 唐榮村【唐林】／《中視劇場－大地有愛系列「只因年少」》                   |
| 1989 （第24屆）   | 張照堂／《舞台的沈思》                                                   |

### 音效獎（第25屆）
| 年度 （屆數）   | 電視作品                                     |
| --------------- | -------------------------------------------- |
| 1990 （第25屆） | 洪佶鼎／《華視劇展：南瓜》華視               |
| 1990 （第25屆） | 葉鴻洲、夏百豪／《廟會》                     |
| 1990 （第25屆） | 盧亮輝／《名星劇場－關懷社會系列「俑之舞」》 |

### 音效獎（第26屆）
| 年度 （屆數）   | 電視作品                                 |
| --------------- | ---------------------------------------- |
| 1991 （第26屆） | 唐榮村（唐林）／《又見春風》中國電視公司 |
| 1991 （第26屆） | 黃茂山／《希望之鴿》                     |
| 1991 （第26屆） | 鄧文斌／《台灣的生物世界》               |

### 音效獎（第27屆～第45屆）
| 年度 （屆數）   | 電視作品                                                                               |
| --------------- | -------------------------------------------------------------------------------------- |
| 1992 （第27屆） | 唐榮村／《金鐘系列、關懷系列－最後的小火車》中視                                       |
| 1992 （第27屆） | 陳能樹／《賣鹽順仔》                                                                   |
| 1992 （第27屆） | 張照堂／《歲月中國》                                                                   |
| 1993 （第28屆） | 沈光嘉／《青春河邊草》中視                                                             |
| 1993 （第28屆） | 黃雅玲／《英雄世家、新白娘子傳奇》                                                     |
| 1993 （第28屆） | 鄧紀華／《中國民間故事－無情荒地有情天》                                               |
| 1995 （第30屆） | 席裕龍／《倚天屠龍記》台灣電視公司                                                     |
| 1995 （第30屆） | 周學禮、崔永徽／《智慧的薪傳》                                                         |
| 1995 （第30屆） | 黃雅玲、鄧紀華／《大太監與小木匠》                                                     |
| 1997 （第32屆） | 席裕龍、黃高平／《新龍門客棧》台灣電視公司                                             |
| 1997 （第32屆） | 史擷詠、吳嘉莉／《金獎劇展：夢土》                                                     |
| 1997 （第32屆） | 周宗崑／《白鷺鷥的幻想：江文也傳》                                                     |
| 1997 （第32屆） | 陳世興／《大地餘生記》                                                                 |
| 1997 （第32屆） | 黃雅玲、鄧紀華／《中國民間故事：午時三刻》                                             |
| 1999 （第34屆） | 鎖際昌／人生劇展－《假期》公共電視                                                     |
| 1999 （第34屆） | 沈曉薇、沈慧茹、陳世興／《大地餘生紀》                                                 |
| 1999 （第34屆） | 洪榭駿／華視劇展－《軌跡》                                                             |
| 1999 （第34屆） | 胡戀忠、黃高平／《儂本多情》                                                           |
| 1999 （第34屆） | 黃茂山／《春天後母心》                                                                 |
| 2000 （第35屆） | 吳嘉莉／《曾經》財團法人公共電視文化事業基金會                                         |
| 2000 （第35屆） | 張弘毅、林順郎／千禧劇展-《燈塔》                                                      |
| 2000 （第35屆） | 黃茂山、謝昇憲、李壽全／《汪洋中的一條船》                                             |
| 2000 （第35屆） | 陳國偉、范宗沛／《將軍碑》                                                             |
| 2000 （第35屆） | 瞿友寧／《誰在橋上寫字》                                                               |
| 2001 （第36屆） | 陳柔錚、不浪·尤幹／《瑪雅的彩虹》綠光全傳播有限公司                                    |
| 2001 （第36屆） | 林順郎／《美麗人生》                                                                   |
| 2001 （第36屆） | 范宗沛、鎖際昌／人生劇場-《活得像個人樣》                                              |
| 2001 （第36屆） | 張世豪／《MR.COM之死》                                                                 |
| 2001 （第36屆） | 黃舒駿、杜篤之、吳嘉莉／《匪諜大亨》                                                   |
| 2002 （第37屆） | 周震、曹源峰、劉富源／《狂舞憂鬱》福軒傳播事業有限公司(公視)                           |
| 2002 （第37屆） | 吳嘉莉／《流星雨》                                                                     |
| 2002 （第37屆） | 吳嘉莉、范宗沛／《寒夜》                                                               |
| 2002 （第37屆） | 周志華、鄧茂茲、黃榮昌／《請聽我說 對不起》                                            |
| 2002 （第37屆） | 張世豪／《星砂》                                                                       |
| 2003 （第38屆） | 范宗沛、鎖際昌、鄧茂茲／《孽子》財團法人公共電視文化事業基金會                         |
| 2003 （第38屆） | 吳嘉莉、吳嘉祥／大愛劇場-《望海》                                                      |
| 2003 （第38屆） | 杜篤之、蘇瑤／《我倆沒有明天》                                                         |
| 2003 （第38屆） | 杜篤之、陳建寧／人生劇展-《愛情咖啡因》                                                |
| 2003 （第38屆） | 周震、鄭捷任／人生劇展-《藍色假期》                                                    |
| 2004 （第39屆） | 洪筠惠、吳嘉莉／大愛劇場-《四重奏》大愛衛星電視股份有限公司                            |
| 2004 （第39屆） | 吳嘉莉、吳嘉祥／大愛劇場-《浮生》                                                      |
| 2004 （第39屆） | 吳嘉莉／《戀香》                                                                       |
| 2004 （第39屆） | 范宗沛、鎖際昌、鄧茂滋、林彥輝、張硯田／《風中緋櫻》                                   |
| 2004 （第39屆） | 巫知諭、史哲等65人／《寒夜續曲》                                                       |
| 2005 （第40屆） | 陳小霞、陳柔錚、吳嘉莉／《孤戀花》止奔影像有限公司                                     |
| 2005 （第40屆） | 席裕龍／《意難忘》                                                                     |
| 2005 （第40屆） | 吳嘉莉、吳嘉祥、范宗沛 ／《浪淘沙》                                                    |
| 2005 （第40屆） | 曹源峰、黃僩哲／人生劇展-《邂逅》                                                      |
| 2005 （第40屆） | 黃千容、陳鵬屹 ／《米迦勒之舞》                                                        |
| 2006 （第41屆） | 吳嘉莉／《愛殺17》八大電視股份有限公司                                                 |
| 2006 （第41屆） | 史擷詠、鎖際昌、高友峰／《45℃天空下 Main Dans Lamain》                                 |
| 2006 （第41屆） | 席裕龍、范宗沛、李亞明／《綠光森林》                                                   |
| 2006 （第41屆） | 陳飛午、王稟皇／綻放真台灣-《靈域對話》                                                |
| 2006 （第41屆） | 蕭嫈殷／《我要上學去》                                                                 |
| 2007 （第42屆） | 徐進輝、吳柏蒼、張永昇、林東昇／《看見台灣－慶典台灣：度鬼月》東森電視事業股份有限公司 |
| 2007 （第42屆） | 王雁盟、夏百豪／公視人生劇展－《信》                                                   |
| 2007 （第42屆） | 范宗沛、賴畯笙／大愛劇場－《人生旅程－緣》                                             |
| 2007 （第42屆） | 曹源峰／公視人生劇展－《指印》                                                         |
| 2007 （第42屆） | 鄭偉傑、劉怡君／《尋找蔣經國－有！我是蔣經國》                                         |
| 2008 （第43屆） | 郭禮杞、陳建騏／公視人生劇展-《跳格子》積木影像製作有限公司(公視)                      |
| 2008 （第43屆） | 翁之梁／《以藝術之名》                                                                 |
| 2008 （第43屆） | 馬修連恩、廖祺華、賴畯笙、關文如／《台灣客翻天》                                       |
| 2008 （第43屆） | 曹源峰、高偉晏／生命關懷系列-《說好不準哭》                                            |
| 2008 （第43屆） | 黃廷堯／《OHAEVA哥哥》                                                                 |
| 2009 （第44屆） | 王希文、曹源峰、高偉晏／公視人生劇展-《曬棉被的好天氣》手映制作有限公司（公視）        |
| 2009 （第44屆） | 嘉莉錄音工房／《痞子英雄》                                                             |
| 2009 （第44屆） | 鄧茂茲／《音樂萬萬歲》                                                                 |
| 2009 （第44屆） | 鄭捷任／公視人生劇展-《最愛就是你》                                                    |
| 2009 （第44屆） | Roberto Zayas／《阿天與他的朋友大才》                                                  |
| 2010 （第45屆） | 史擷詠／《目送一九四九－龍應台的探索》三立電視股份有限公司                             |
| 2010 （第45屆） | Mark Ford、何思穎／公視人生劇展－《時代照相館》                                        |
| 2010 （第45屆） | 吳嘉莉、葉約瑟／《記得我們愛過》                                                       |
| 2010 （第45屆） | 陳泉仲、保卜【黃廷堯】 ／《看見天堂》                                                  |
| 2010 （第45屆） | 蔣震道、湯鈞傑、陳惟君／公視人生劇展－《警察遊戲》                                     |

### 最佳音效獎（第46屆）
| 年度 （屆數）   | 電視作品                                                   |
| --------------- | ---------------------------------------------------------- |
| 2011 （第46屆） | 史擷詠／《瑰寶1949》台灣時華製作事業有限公司               |
| 2011 （第46屆） | 蔡瀚陞、陳炫宇、沈聖哲、廖偉傑／《他們在畢業的前一天爆炸》 |
| 2011 （第46屆） | 鄭捷任、黃凱宇、周震、戴志光／《舊情照相館》               |
| 2011 （第46屆） | 簡豐書、高紹桓／《數到第365天》                            |
| 2011 （第46屆） | 沈聖德／公視學生劇展—《背影》                              |

### 音效獎（第47屆～第54屆）
| 年度 （屆數）   | 電視作品                                                                                             |
| --------------- | --- |
| 2012 （第47屆） | 史旻玠、葉約瑟、周震／《吉林的月光》崗華影視傳播有限公司                                             |
| 2012 （第47屆） | 王公誠、梁啟慧、陳悅恩、朱家宜／《跟著賴和去壯遊》                                                   |
| 2012 （第47屆） | 徐中亞／紀錄觀點—《邊城啟示錄》                                                                      |
| 2012 （第47屆） | 湯鈞傑、蔣震道、王榆鈞、陳惟君／公視人生劇展—《結婚不結婚》                                          |
| 2012 （第47屆） | 羅湘淩／《黛比的幸福生活》                                                                           |
| 2013 （第48屆） | 鄧茂茲、高友峰、鎖際昌、羅怡娟、李艾璇／《穿越101》財團法人公共電視文化事業基金會                    |
| 2013 （第48屆） | 吳嘉莉、林傳智、簡淑歡、許勝雄、荒山亮／《含笑食堂》                                                 |
| 2013 （第48屆） | 陳安如、余政憲、張榮倚／公視人生劇展—《仲夏夜府城》                                                  |
| 2013 （第48屆） | 黃年永、鄭維芝、張榮倚／客家電視電影院—《南風。六堆 竹田車站》                                       |
| 2013 （第48屆） | 楊以瑄、沈聖德、許一鴻／公視人生劇展—《神算》                                                        |
| 2014 （第49屆） | 薛易欣、吳欣穎、余政憲／公視學生劇展—《自由人》阿榮企業有限公司                                      |
| 2014 （第49屆） | 沈聖德、李穎／公視人生劇展—《家事提案》                                                              |
| 2014 （第49屆） | 杜篤之／《公視HD紀錄片—金馬系列【戰酒】》                                                            |
| 2014 （第49屆） | 周宗崑、陳羿棨／《生命旅程—Hello Brain!》                                                            |
| 2014 （第49屆） | 蔣韜／客家電視電影院—《到站》                                                                        |
| 2015 （第50屆） | 蔣震道、許嵐婷、陳惟君、游寓紳／《超級夥伴》緯來電視網股份有限公司                                   |
| 2015 （第50屆） | 李春雄、林潔、夏敬淳、謝宗杰／客家劇場—《新丁花開》                                                  |
| 2015 （第50屆） | 余政憲／公視人生劇展—《天使的收音機》                                                                |
| 2015 （第50屆） | 洪梓為、王綺平、劉緯武／公視人生劇展—《一克拉的室友》                                                |
| 2015 （第50屆） | 陳飛午、沈志朋／《綻放真台灣5–魚之島：台灣好吃魚》                                                   |
| 2016 （第51屆） | 王敏旭、陳灉、蔣震道、許嵐婷、Thomas Foguenne福多瑪／公視人生劇展-《衣櫃裡的貓》一顆星工作室有限公司 |
| 2016 （第51屆） | 王希文、簡豐書／《溺境》                                                                             |
| 2016 （第51屆） | 邱昇元、王詠霖、葉約瑟／《川流之島》                                                                 |
| 2016 （第51屆） | 陳小霞、張藝、吳柏醇、黃大衛、林傳智、陳玠含／《一把青》                                             |
| 2016 （第51屆） | 鄭宏澧／公視人生劇展-《再見女兒》                                                                    |
| 2017 （第52屆） | 盧律銘、簡豐書／植劇場－《天黑請閉眼》臺灣電視事業股份有限公司、好風光創意執行股份有限公司           |
| 2017 （第52屆） | 吳柏醇／《五星級魚乾女》                                                                             |
| 2017 （第52屆） | 李守信、陳振發／《Vulayan圓夢舞台》                                                                  |
| 2017 （第52屆） | 周震、阿努‧卡力亭‧沙力朋安、陳亦偉／《巴克力藍的夏天》                                               |
| 2017 （第52屆） | 邱昇元、葉約瑟、福多瑪Thomas Foguenne、蔡篤易／《最後的詩句》                                        |
| 2018 （第53屆） | 周震、福多瑪／公視學生劇展-《棘》晶體影像製作有限公司                                                |
| 2018 （第53屆） | 余政憲／《戲人生》                                                                                   |
| 2018 （第53屆） | 陳灉、蔡瀚陞、Fran 法蘭／《他們在畢業的前一天爆炸 2》                                                |
| 2018 （第53屆） | 蔡篤易、高偉晏／《高山上的茶園》                                                                     |
| 2018 （第53屆） | 蔣震道、許嵐婷、陳炫宇、張宇融／公視新創電影-《伊菲基妮亞之夜》                                      |
| 2019 （第54屆） | 高偉晏、張劭庭、嚴唯甄／公視新創短片－《最後一次溫柔》魔幻時刻電影有限公司                           |
| 2019 （第54屆） | 周震／《野雀之詩》                                                                                   |
| 2019 （第54屆） | 高偉晏、孫紹庭、黃偉恆、陳彥竹、陳亦偉／《魂囚西門》                                                 |
| 2019 （第54屆） | 楊以瑄、王希文／公視新創短片－《年尾巴》                                                             |
| 2019 （第54屆） | 魏如萱、史旻玠、鄭元凱／《你的孩子不是你的孩子-媽媽的遙控器》                                        |

### 聲音設計獎（第55屆、第56屆）
| 年度 （屆數）   | 電視作品 |
| --------------- | --- |
| 2020 （第55屆） | 高偉晏、鄭元凱、許家維、黃鎮洋、湯湘竹／《罪夢者》新加坡商棱聚傳播有限公司台灣分公司                                     |
| 2020 （第55屆） | Thomas Foguenne福多瑪、黃年永、楊子介、陳奕伶／《76号恐怖書店之恐懼罐頭》                                                |
| 2020 （第55屆） | Thomas Foguenne福多瑪、戴志光／《紀錄觀點 神殿》                                                                         |
| 2020 （第55屆） | 陳建騏、羅恩妮、葉約瑟、王逸勳、邱昇元、陳炫宇、王令翔、莊鈞智、唐詩婷、Thomas Andrew Matthews／《你那邊怎樣，我這邊OK》 |
| 2020 （第55屆） | 黎明鑫／《聲林之王 聲境傳奇》                                                                                            |
| 2021 （第56屆） | 林耿農／《不羈─臺灣百年流變與停泊》十月影視有限公司                                                                      |
| 2021 （第56屆） | 王榆鈞、林傳智、葉之聖／公視新創電影《訪客》                                                                             |
| 2021 （第56屆） | 周泓歷、施鈞耀、高偉晏／《蟾鳴》                                                                                         |
| 2021 （第56屆） | 林冠戎、張哲綱、梁忠穎、陳居正、李軒霆／公視學生劇展《爬出棺財板》                                                       |
| 2021 （第56屆） | 楊凱婷、沈志朋／公視人生劇展─《人生清理員》                                                                              |

### 一般節目類聲音設計獎（第57屆）
| 年度 （屆數）   | 電視作品 |
| --------------- | --- |
| 2022 （第57屆） | 葉約瑟、陳信華、王逸勳／《登台之路-十九兩》若谷股份有限公司、闊世電影股份有限公司、財團法人中央通訊社、聯鑫行銷股份有限公司 |
| 2022 （第57屆） | 卓士堯／《你的島嶼我的家》                                                                                                  |
| 2022 （第57屆） | 周震、Thomas Foguenne 福多瑪／公視紀實─《度日》                                                                             |
| 2022 （第57屆） | 高偉晏、張衞帆、劉協忠／《勇者動畫系列》                                                                                    |
| 2022 （第57屆） | 澎葉生(Yannick Dauby)／紀錄觀點《捕鰻的人》                                                                                 |
| 2022 （第57屆） | 鄭維芝、劉韋弘／公視紀實─《下一站》                                                                                         |

### 節目類聲音設計獎（第58屆～至今）
| 年度 （屆數）   | 電視作品                                                                                 |
| --------------- | ---------------------------------------------------------------------------------------- |
| 2023 （第58屆） | 李東熙／《我，存在原住民影像紀錄-Ndaan Mpmaduk 入山》財團法人原住民族文化事業基金會      |
| 2023 （第58屆） | DJ Point【許志遠】、胡序嵩／公視紀實《Maro'ay to ko kerah 何處是我家？》                 |
| 2023 （第58屆） | 王逸勳、江寶德、何湘鈴、陳渥鈞／《節氣 x 六感實驗室》                                    |
| 2023 （第58屆） | 阿達【江育達】、俐君【陳俐君】、丹耐夫正若、楊庭禎、周震／《我們的島 對海告白 : 海之岸》 |
| 2023 （第58屆） | 謝欣志／《叫我野孩子》                                                                   |
| 2024 （第59屆） | 吳金黛、林傳智／《海洋日記》                                                             |
| 2024 （第59屆） | 卓士堯、林先敏／《你的島嶼我的家2－女人島》                                              |
| 2024 （第59屆） | 林先敏、高偉晏／《群山之島與不去會死的他們2-EP02深淵驚現嘆息灣！》                       |
| 2024 （第59屆） | 斐立普／《MUSIC MAKER 音樂主理人》                                                       |
| 2024 （第59屆） | 蔣震道、陳漢邦、林欣茹／紀錄觀點《那些鳥事》                                             |
| 2025 （第60屆） |                                                                                          |
|                 |                                                                                          |
|                 |                                                                                          |
|                 |                                                                                          |
|                 |                                                                                          |

## 外部連結
- 廣播電視金鐘獎官方網站 （页面存档备份，存于）
- 歷屆電視金鐘獎得獎入圍名單 （页面存档备份，存于），文化部影視及流行音樂產業局